# Mito Pereira
Artikeln följer den spanska namnseden; faderns efternamn är Pereira och moderns efternamn Hinke.
Guillermo "Mito" Pereira Hinke, född 31 mars 1995 i Santiago de Chile, är en chilensk professionell golfspelare som spelar för Liv Golf. Han har tidigare spelat bland annat på PGA Tour, PGA Tour Latinoamérica samt Korn Ferry Tour.
Pereira har vunnit tre Korn Ferry-vinster och en Latinoamérica-vinst. Hans bästa resultat i majortävlingar har varit en delad tredje plats vid 2022 års PGA Championship.
Han deltog också för det internationella laget vid 2022 års Presidents Cup. Pereira var även med och tävlade för Chile vid de olympiska sommarspelen 2020, där han slutade på en delad fjärdeplats.
Den 15 februari 2023 blev det offentligt att han hade skrivit på för Liv Golf för omkring 100 miljoner amerikanska dollar i kontant bonus.
Pereira studerade ett år vid Texas Tech University och spelade golf för deras idrottsförening Texas Tech Red Raiders.